# 기화 (조선)
기화(己和, 1376년 ~ 1431년)는 조선 전기의 승려이다. 속성은 유(劉)씨이며, 본관은 충주이다. 호는 함허(涵虛), 득통(得通), 무준(無準)이다.

## 생애
21세 때 관악산 의상암에 들어가 승려가 되고, 이듬해 회암사의 자초대사로부터 법요를 닦은 뒤 전국의 명산을 주유하고 돌아와 수도에 전념하였다.
이때부터 공덕산의 대승사, 천마산의 관음굴, 불회사 등지에서 강설하고자 모산 연봉사 등에서 3년간 수도하였다.
세종 2년(1420) 45세 때 오대산에 들어가 여러 성인들에게 공양하고 월정사에 있을 때 왕명에 의해서 대자어찰에 머물다가 4년 이후 이를 사퇴하고 길상산, 공덕산 등 여러 산을 편력하였다.
가평 운악사, 현등사에 머문 때는 세종 9년(1427)이었는데, 그는 현등사에서 3년간을 머물다가 세종 13년(1431)에 회양산에 이르러 봉암사를 중수하고 그곳에서 58세로 열반하였다.

## 사상
기화의 사상은 다음과 같다. 우선 그는 오도송(悟道頌)에서 "그 자리에 가 눈을 드니 10방(十方)에 푸른 하늘이요, 무(無)속에 길이 있으니 서방극락이로다(臨行擧目 十方碧落 無中有路 西方極樂)"라고 하였고, 또 "감연공적(湛然空寂)하니 본래는 1물(一物)도 없고, 신령한 빛이 빛나니 10방을 환히 통한다. 다시 몸과 마음이 있어 저 생사(生死)를 받을리 없으니, 거래왕복함에 마음에 거리낌이 없도다(湛然空寂 本無一物 靈光赫之 洞撤十方 更無身心 受彼生死 去來往復 心無墨)"라고 읊어 자기의 선풍(禪風)을 드러낸 시문을 여러 편 남겼다.
한편 조선왕조의 숭유억불책(崇儒抑佛策)을 이론적으로 비판한 《현정론(顯正論)》속에, "불교인이 목표로 하는 것은 사람들로 하여금 정(情)을 버리고 성(性)을 빛나게 할 뿐이니, 정(情)이 성(性)에서 나옴은 마치 구름이 장공(長空)에서 일어나는 것과 같고 정을 버리고 성을 빛냄은 마치 구름이 걷혀 청명한 하늘이 나타남과 같다" 라고 말하여 불교는 청풍(淸風)과 같아 감정의 구름을 깨끗이 제거하고 맑은 심성의 하늘을 나타내게 한다고 하였다. 또한 억불책을 개탄하되 "불교는 비유컨대 청풍이 뜬 구름을 쓸어 버리는 것과 같다. 또렷하게 보기를 소망하면서도 청풍을 싫어함은 이상한 일이다"고 하였다.
나아가서 그는 불교의 윤리와 유교의 윤리를 조화시키려 하여 유가(儒家)에서는 5상(五常)을 가지고 도추(道樞: 참과 거짓, 옳고 그름의 상대적인 대립을 넘어선 절대적인 도의 경지)로 삼지만, 불가(佛家)의 5계(五戒)가 바로 그 5상(五常)이라고 말하고, 유가의 수신제가치국평천하(修身齊家治國平天下)는 불교에 의해서 수도해야만 된다고 강조하였다.
또 유가에서 불교의 윤회전생설을 비난하는데 대하여 천당과 지옥이 설사 없다 하더라도 사람이 그 말을 듣고 천당을 흠모하여 선(善)을 행하고 지옥을 싫어하여 악을 멈추면 천당지옥설은 민중을 교화하는데 큰 이익이 있다고 대답하고 있다.
그는 결론적으로 유 · 불 · 선 3교는 근본은 같은 것이니 서로 배척 대립하기보다는 상호보충 종합됨으로써 화합해야 한다는 입장을 취하여 "유 · 불 · 선 3가의 말한 바는 은연중에 서로 맞춰져 하나가 되는 관계에 있으니 한 입에서 나온 것과 같다" 라고 하였다.

## 저서
저서에 《유석질의론(儒釋質疑論)》·《현정론(顯正論)》·《원각경소(圓覺經疏)》·《금강경오가 설의(說誼)》·《함허당어록(涵虛堂語錄)》, 《대방광원각수다라요의경》, 《금강경오가해설의》(金剛經五家解設宜) 등이 있다.

## 관련 문화재
- 가평 현등사 함허당득통탑 및 석등 - 경기도 유형문화재 제199호
- 함허대사부도 - 강화군 향토유적 제19호

## 같이 보기
- 한국 철학

## 참고 문헌
- 이 문서에는 다음커뮤니케이션(현 카카오)에서 GFDL 또는 CC-SA 라이선스로 배포한 글로벌 세계대백과사전의 내용을 기초로 작성된 글이 포함되어 있습니다.